# Philip Seymour Hoffman
Philip Seymour Hoffman (ur. 23 lipca 1967 w Fairport, zm. 2 lutego 2014 w Nowym Jorku) – amerykański aktor i reżyser filmowy i teatralny. Laureat Oscara w kategorii Najlepszy aktor pierwszoplanowy, Złotego Globu i nagrody BAFTA za rolę pisarza Trumana Capote’a w filmie biograficznym Capote (2005) w reżyserii Bennetta Millera.

## Życiorys

### Wczesne lata
Urodził się w Fairport, w stanie Nowy Jork. Jego rodzina miała korzenie irlandzkie, angielskie, niemieckie, holenderskie, a także polskie. Jego matka, Marilyn Hoffman O’Connor (z domu Loucks), pochodziła z Waterloo i pracowała jako nauczycielka w szkole podstawowej, zanim została prawnikiem, a ostatecznie sędzią sądu rodzinnego. Jego ojciec, Gordon Stowell Hoffman, pochodzący z Niemiec, pochodził z Genewy w Nowym Jorku i pracował dla Xerox Corporation. Miał starszego brata Gordona Richarda „Gordy’ego” (ur. 13 października 1964) oraz dwie siostry – Jill i Emily. W 1985 ukończył Fairport High School. W szkole średniej występował w przedstawieniach, jako Radar O’Reilly w M*A*S*H i jako Willy Loman w Śmierci komiwojażera. Podczas wakacji był na obozie teatralnym Saratoga Springs (NY), gdzie poznał i zaprzyjaźnił się z Bennettem Millerem i Danem Futtermanem, reżyserem i scenarzystą. W 1989 ukończył studia aktorskie w Tisch School of the Arts na Uniwersytecie Nowojorskim.

### Kariera
Po studiach pracował przy produkcjach off-Broadwayowskich. W 1991 zadebiutował na ekranie jako oskarżony o gwałt Steven Hanauer w serialu NBC Prawo i porządek – pt. „The Violence of Summer” i pod nazwiskiem Phil Hoffman jako Klutch w komedii kryminalnej Triple Bogey on a Par Five Hole (1991) z udziałem Robbie’go Coltrane’a. Pierwszą znaczącą rolą była drugoplanowa postać George’a Willisa Jr. w dramacie Martina Bresta Zapach kobiety (1992) u boku Ala Pacino i Chrisa O’Donnella.
Po występie w komedii kryminalnej Znaleźne (Money for Nothing, 1993) z Johnem Cusackiem, filmie sensacyjnym Rogera Donaldsona Ucieczka gangstera (1994) jako niedoświadczony gangster u boku Aleca Baldwina i Kim Basinger, melodramacie Luisa Mandokiego Kiedy mężczyzna kocha kobietę (1994) z Andym Garcíą i Meg Ryan oraz komediodramacie Roberta Bentona Naiwniak (1994) wg powieści Richarda Russo z Paulem Newmanem w roli spiętego policjanta, stworzył postać homoseksualnego filmowca Scotty’ego w dramacie Paula Thomasa Andersona Boogie Nights (1997) u boku Marka Wahlberga, Julianne Moore i Burta Reynoldsa. W dramacie kryminalnym Anthony’ego Minghelli Utalentowany pan Ripley (1999) zagrał rolę playboya.
Współpracował z takimi reżyserami jak Cameron Crowe na planie komediodramatu U progu sławy (2000) czy Spike Lee podczas realizacji 25. godzina (2002), grając w ich filmach także role drugoplanowe. Jednocześnie rozwijał karierę aktorską w teatrach Broadwayu, zdobywając trzykrotnie nominację do nagrody Tony dla najlepszego aktora jako hollywoodzki scenarzysta Austin w sztuce Sama Sheparda True West (2000) u boku Johna C. Reilly, za rolę Jamesa Tyrone’a Jr. w spektaklu Eugene’a O’Neilla Zmierzch długiego dnia (2003) z Vanessą Redgrave i jako Willy Loman w Śmierci komiwojażera (2012). Próbował na Broadwayu swoich sił także jako reżyser.
Za kreację pracownika banku z Toronto, który przepuszcza miliony dolarów swoich klientów na grę w ruletkę w kasynach w kanadyjskim dramacie psychologicznym Hazardzista (Owning Mahowny, 2003) był nominowany do Nagrody Genie. Przełomową w jego karierze była rola pisarza Trumana Capote’a w filmie biograficznym Capote (2005) w reżyserii Bennetta Millera. Otrzymał za tę kreację m.in. Złote Globy, nagrodę BAFTA oraz Oscara w kategorii najlepsza główna rola męska.
Wyróżniany był także za rolę niezwykłego agenta CIA Gusta Avrakotosa w Wojnie Charliego Wilsona (2007) z Tomem Hanksem i Julią Roberts, kreację podejrzanego o pedofilię księdza w Wątpliwość (2008) z Meryl Streep czy postać charyzmatycznego przywódcy religijnego w Mistrzu (2012) – wszystkie te trzy role przyniosły mu nominacje (w kategorii drugoplanowa rola męska) zarówno do Oscara, jak i Złotego Globu.
W 2010 zadebiutował jako reżyser filmem Jack uczy się pływać. Był także producentem tego filmu i kilku innych, w których występował, w tym Capote.
Przez lata zmagał się z uzależnieniem od alkoholu i narkotyków. Zmarł 2 lutego 2014 w wieku 46 lat w apartamencie na Manhattanie. Nieżyjącego aktora znalazła w łazience jego asystentka. Policja znalazła w wynajmowanym przez Hoffmana mieszkaniu heroinę oraz liczne akcesoria potrzebne do jej stosowania. Został pochowany podczas prywatnej ceremonii z udziałem rodziny i przyjaciół.

## Życie prywatne
W 1999 poznał projektantkę kostiumów Marianne „Mimi” O’Donnell, z którą był związany aż do swojej śmierci. Mieli trójkę dzieci: syna Coopera Alexandra oraz dwie córki – Tallulah i Willę.

## Filmografia
- Szuler (Cheat, reż. Adek Drabiński, 1991)
- Triple Bogey on a Par Five Hole  (1991) jako Klutch (w napisach: Phil Hoffman)
- Zapach kobiety (Scent of a Woman, 1992) jako George Willis Jr.
- My New Gun (1992) jako Chris
- Cudotwórca (Leap of Faith, 1992) jako Matt
- Znaleźne (Money for Nothing, 1993) jako Cochran
- My Boyfriend's Back (1993) jako Chuck Bronski
- Joey Breaker (1993) jako Wiley McCall
- Ucieczka gangstera (The Getaway, 1994) jako Frank Hansen
- Naiwniak (Nobody's Fool, 1994) jako oficer Raymer
- Kiedy mężczyzna kocha kobietę (When a Man Loves a Woman, 1994) jako Gary
- The Yearling (1994) jako Buck
- The Fifteen Minute Hamlet (1995) jako Bernardo, Horatio & Laertes
- Sydney (1996) jako gracz w kasynie
- Twister (1996) jako Dusty
- Boogie Nights (1997) jako Scotty
- Liberty! The American Revolution (1997) jako Joseph Plumb Martin
- Razem i oddzielnie (Next Stop Wonderland, 1998) jako Sean
- Culture (1998) jako Bill
- Big Lebowski (The Big Lebowski, 1998) jako Brandt
- Córka mafii (Montana, 1998) jako Duncan
- Patch Adams (1998) jako Mitch
- Happiness (1998) jako Allen
- Magnolia (1999) jako Phil Parma
- Utalentowany pan Ripley (The Talented Mr. Ripley, 1999) jako Freddie Miles
- Bez skazy, alternat. tytuł Moja siostra Rusty (Flawless, 1999) jako Rusty Zimmerman
- U progu sławy (Almost Famous, 2000) jako Lester Bangs
- Hollywood atakuje (State and Main, 2000) jako Joseph Turner White
- Czerwony smok (Red Dragon, 2002) jako Freddy Lounds
- Lewy sercowy (Punch-Drunk Love, 2002) jako Daryl Fitzsimmons
- 25. godzina (25th Hour, 2002) jako Jakob Elinsky
- Love Liza (2002) jako Wilson Joel
- Wzgórze nadziei (Cold Mountain, 2003) jako Wielebny Veasey
- Hazardzista (Owning Mahowny, 2003) jako Dan Mahowny
- Mattress Man Commercial (2003) jako Dean Trumbell
- Nadchodzi Polly (Along Came Polly, 2004) jako Sandy Lyle
- Empire Falls (2005,miniserial) jako Charlie Mayne
- Capote (2005) jako Truman Capote
- Strangers with Candy (2005) jako Henry
- Mission: Impossible III (2006) jako Owen Davian
- Nim diabeł dowie się, że nie żyjesz (Before the devil knows you're dead, 2007) jako Andy Hanson
- Rodzina Savage (2007)
- Wojna Charliego Wilsona (2007) jako Gust Avrakotos
- Wątpliwość (2008) jako ojciec Brendan Flynn
- Synekdocha, Nowy Jork (Synecdoche, New York, 2008) jako Caden Cotard
- Radio na fali (2009) jako książę
- Jack uczy się pływać (Jack Goes Boating, 2009) jako Jack
- Idy marcowe (The Ides of March, 2011) jako Paul Zara
- Moneyball (2011) jako Art Howe
- Mistrz (The Master, 2012) jako Lancaster Dodd
- A Late Quartet (2012) jako Robert
- Igrzyska śmierci: W pierścieniu ognia (The Hunger Games: Catching Fire, 2013) jako Plutarch Heavensbee
- Bardzo poszukiwany człowiek (A Most Wanted Man, 2014) jako Günther Bachmann
- Przeklęta dzielnica (God’s Pocket, 2014) jako Mickey Scarpato
- Igrzyska śmierci: Kosogłos. Część 1 (The Hunger Games: Mockingjay – Part 1, 2014) jako Plutarch Heavensbee
- Igrzyska śmierci: Kosogłos. Część 2 (The Hunger Games: Mockingjay – Part 2, 2015) jako Plutarch Heavensbee

## Nagrody
- Nagroda Akademii Filmowej Najlepszy aktor pierwszoplanowy: 2006 Capote
- Złoty Glob Najlepszy aktor w dramacie: 2006 Capote
- Nagroda BAFTA Najlepszy aktor pierwszoplanowy: 2006 Capote
- Nagroda Gildii Aktorów Ekranowych Najlepszy aktor w roli głównej: 2006 Capote